# Goupiaceae
Goupiaceae is een botanische naam, voor een familie van tweezaadlobbige planten. Een familie onder deze naam wordt zelden erkend door systemen voor plantentaxonomie, maar wel door het APG-systeem (1998) en het APG II-systeem (2003).
Het gaat om een heel kleine familie, van hooguit enkele soorten bomen in Zuid-Amerika.
Het Cronquist systeem (1981) erkende niet een familie onder deze naam.